# Monokrystal

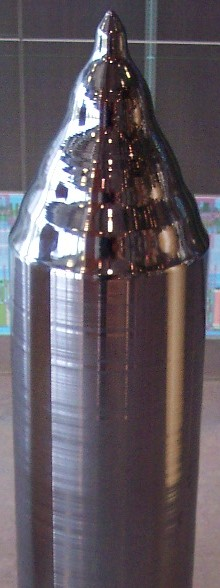
křemíkový monokrystal

Monokrystal (někdy též objemový monokrystal) je makroskopický krystal se zanedbatelnými poruchami krystalové struktury.
V polovodičové technice mluvíme o tenkovrstvých monokrystalech vyráběných epitaxí, nebo o objemových monokrystalech, které se zhotovují nejčastěji tažením z kapalné fáze.

## Pěstování monokrystalů
Základní podmínkou vzniku monokrystalu je řízení přeměny taveniny takovým způsobem, aby se celá krystalizace uskutečnila z jednoho zárodku. Toho dosáhneme přiložením rovinného povrchu zárodku o nepatrně nižší teplotě než je rovnovážná teplota krystalizace, což má za následek snížení teploty kapalné fáze v okolí styčné plochy a tím splnění termodynamické podmínky růstu krystalu. Rychlost růstu sleduje rychlost posuvu mezifázového rozhraní a ta je zase dána velikostí podchlazení.
Pro splnění podmínky vzniku kvalitního monokrystalu kterou je planární růst je nutné aby nebylo podchlazení velké, z toho pak plyne, že běžné rychlosti růstu kvalitního monokrystalu jsou řádově milimetry za hodinu. Pro zajištění toku tepla z kapalné fáze do krystalu musí být trvale zajištěn teplotní gradient na mezifázovém rozhraní, proto je nutné teplo řízeným způsobem odvádět. Dále je nutné, aby se vznikající krystal posouval směrem od taveniny, nebo aby se posouval teplotní gradient v opačném směru. Krystalová orientace matečného zárodku přímo určuje orientaci rostoucího krystalu.